# Trevor Taylor
Trevor Oliver Taylor později uměleckým jménem Supa T. (11. ledna 1958 Montego Bay – 19. ledna 2008 Kolín nad Rýnem) byl jamajsko-německý zpěvák, hudebník, hudební producent a skladatel. Byl nejlépe známý jako vedoucí zpěvák německé skupiny Bad Boys Blue.
Narodil se v roce 1958 v Montego Bay na Jamajce. Ve věku 14 let poprvé navštívil Anglii. Kromě hudby se zajímal také o vaření, vzpírání a fotbal. Jeho idolem byl Bob Marley. Na začátku své kariéry hrál na basovou kytaru v britské reggae skupině UB40 a byl také zpěvákem v méně známých skupinách na Seychelách. V roce 1978 pracoval jako šéfkuchař v restauraci Holiday Inn v Birminghamu a později v kolínské restauraci Stummel.
V roce 1984 se připojil k nové skupině Bad Boys Blue v niž působil jako sólový zpěvák. V roce 1987 se producenti Tony Hendrik a Karin van Haaren při natáčení singlu Come Back And Stay rozhodli změnit zpěváka a jeho místo získal John McInerney, který se stal novým frontmanem skupiny. Tyto změny vyvolaly napětí ve skupině, které následně vedly k jeho odchodu ze skupiny.
Zemřel ve věku 50 let na infarkt myokardu v nemocnici v Kolíně nad Rýnem. Jeho druhé sólové album stále nebylo oficiálně vydáno.